# Ondine (Q166)
Pour les articles homonymes, voir Ondine (sous-marin).
L'Ondine (Q166) était un sous-marin français de la Marine nationale, de la Classe Orion. Il a servi pendant l'entre-deux-guerres et le début de la Seconde Guerre mondiale.

## Carrière
En 1939, le sous-marin part de Toulon et opère en Atlantique où il surveille les côtes des îles Canaries. Il fait ensuite partie de la 2e escadrille de la 6e escadre et est basé à Oran où il se trouve en septembre 1939 lors du déclenchement de la Seconde Guerre mondiale. En 1940, lOndine est en carénage dans le port de Cherbourg. Lors de la bataille de France, au moment où les troupes allemandes s'apprêtent à s'emparer de la ville et de son port, l'équipage parvient à échapper à l'ennemi et le navire, encore privé de moteurs, est remorqué jusqu'en Angleterre. Parvenu jusqu'à Portsmouth, l'équipage s'engage dans les forces navales françaises libres et est dispersé sur plusieurs autres bâtiments. LOndine est alors dépouillée de ses équipements au profit des sous-marins Minerve et Junon puis est démolie afin de récupérer du métal pour la fabrication d'armement. 

## Personnalités ayant servi sur le bâtiment
- Georges Rossignol (1911-1942), Compagnon de la Libération.